# Ferrari 333 SP
De Ferrari 333 SP is een prototype raceauto die werd ontwikkeld door Scuderia Ferrari om in de prototype-klasse van de Amerikaanse IMSA-serie in 1994 te participeren.

## Ontwikkeling
Het was de Italiaan Gianpiero Moretti, oprichter van de Italiaanse auto-onderdelen producent MOMO en amateur coureur, die Ferrari overtuigde om deze auto te bouwen. Hij zag een kans die de nieuwe IMSA-regels voor Ferrari om op competitieve basis aan deze raceserie mee te doen. De 333 SP markeerde daarmee de officiële terugkeer van het merk naar sportwagenraces na een afwezigheid van twintig jaar. De naamvoering '333' verwijst naar de historische Ferrari-methode om een auto te noemen naar een cilinderinhoud van één cilinder, terwijl SP staat voor 'Sports Prototype'.
Er werden in totaal 40 chassis gebouwd, de eerste 14 door Dallara en de overige 26 door Michelotto. De motor werd ontwikkeld op basis van de 3,5 liter V12 die voor het eerst werd gebruikt in de Ferrari 641 Formule 1-auto uit 1990, dat seizoen bestuurd door Alain Prost en Nigel Mansell. De inhoud werd vergroot naar 4,0 liter (3997,11 cc om precies te zijn) en kreeg een vermogen van 650 pk (478 kW) bij 11.000 toeren per minuut. Volgens de IMSA-voorschriften moest de gebruikte motor afgeleid zijn van een motor die beschikbaar was in productieauto's die aan het grote publiek werden verkocht, en daarvoor diende de Ferrari F50.

## Race resultaten
De 333 SP debuteerde in de derde ronde van het IMSA GT Championship 1994 op Road Atlanta en bezette meteen de eerste twee podiumplekken. Ook bij de eerstvolgende race op Lime Rock werd het podium gevonden en de 333 SP zou tot het einde van het seizoen nog drie overwinningen behalen. Omdat Ferrari echter laat aan het seizoen begon, werden ze door Oldsmobile verslagen en was Andy Evans de best geplaatste Ferrari-coureur op de vijfde plaats in het coureurskampioenschap. In 1995 trok Ferrari de titel naar zich toe en wonnen ze eveneens de 12 uur van Sebring. Uiteindelijk werd er tot en met 2003 geracet met de 333 SP.
In totaal heeft de 333 SP deelgenomen aan 144 kampioenschapsraces, waarvan er 56 werden gewonnen en 69 keer beslag werd gelegd op poleposition.